# Holcolaetini
Holcolaetini è una tribù di ragni appartenente alla Sottofamiglia Spartaeinae della Famiglia Salticidae dell'Ordine Araneae della Classe Arachnida.

## Distribuzione
L'unico genere oggi noto di questa tribù è stato rinvenuto in Africa, Pakistan e Yemen.

## Tassonomia
A giugno 2011, gli aracnologi riconoscono un solo genere appartenente a questa tribù:
- Holcolaetis Simon, 1886 — Africa occidentale, centrale e meridionale, Yemen, Pakistan (8 specie)